# Helijev bljesak
Helijev bljesak (helijski bljesak, izboj helija) vrlo je kratka i eksplozivna toplinska nuklearna fuzija velikih količina helija u ugljik kroz proces trostruke rekacije helija u jezgri zvijezda male mase (između 0,8 solarnih masa (M☉) i 2,0 M☉) tijekom faze crvenog diva (predviđa se da će Sunce doživjeti helijev bljesak 1,2 milijarde godina nakon što napusti glavni niz zvijezda). Mnogo rjeđi proces fuzije helija može se dogoditi i na površini akrecijskih bijelih patuljastih zvijezda.
Ova reakcija se događa ako se područje u kojem sagorijeva helij ne može brzo ohladiti s povećanjem temperature, a zatim zagrijavanje dovodi do povećanja brzine nuklearnih reakcija, što dovodi do još većeg zagrijavanja tvari. Eksplozija helija utječe na kemijski sastav zvijezde, a u nekim slučajevima i na njezinu strukturu. Obično, helijev bljesak znači početak izgaranja helija u jezgri zvijezda grane crvenih divova, čija je materija u stanju degeneriranog plina, ali helijevi bljesci drugačije vrste mogu se pojaviti u drugim objektima, na primjer, kod zvijezda asimptotske grane divova ili kod bijelih patuljaka.
Nakon nekog vremena, helij se iscrpljuje i vodik počinje gorjeti u zvijezdi, povećavajući masu sloja helija. Kada dosegne određenu masu, helijev bljesak se ponavlja - može se dogoditi mnogo puta, sve dok se vodik potpuno ne iscrpi zbog termonuklearnih reakcija i jakog zvjezdanog vjetra. Nakon toga, zvijezda napušta asimptotičku granu divova, skuplja se i postaje planetarna maglica.
Zvijezde male mase ne proizvode dovoljni gravitacijski tlak za pokretanje normalne fuzije helija. Kako se vodik u jezgri iscrpljuje, dio preostalog helija se umjesto toga sabija u degeneriranu tvar, podržanu od gravitacijskog kolapsa kvantno -mehaničkim pritiskom, a ne toplinskim tlakom. Time se povećava gustoća i temperatura jezgre dok ne dosegne približno 100 milijuna kelvina, što je dovoljno vruće da izazove fuziju helija (ili "izgaranje helija") u jezgri.
Međutim, temeljna kvaliteta degenerirane tvari jest da povećanje temperature ne dovodi do povećanja volumena tvari sve dok toplinski tlak ne postane toliko visok da prelazi tlak degeneracije. U zvijezdama glavnog niza toplinsko širenje regulira temperaturu jezgre, ali u degeneriranim jezgrama to se ne događa. Fuzijom helija povećava se temperatura, što povećava brzinu fuzije, što dodatno povećava temperaturu u odbjegloj reakciji. Time nastaje bljesak vrlo intenzivne fuzije helija koja traje samo nekoliko minuta, ali nakratko emitira energiju brzinom koja je usporediva s cijelim Mliječnim putem.
U slučaju normalnih zvijezda male mase, veliko oslobađanje energije uzrokuje da velik dio jezgre izađe iz degeneracije, dopuštajući joj da se termički proširi, trošeći isto onoliko energije koliko i ukupna energija koju oslobodi bljesak helija, i bilo koje lijevo -preko energije se apsorbira u gornje slojeve zvijezde. Stoga se helijev bljesak uglavnom ne može otkriti za promatranje, a opisuju ga isključivo astrofizički modeli. Nakon širenja i hlađenja jezgre, površina zvijezde brzo se hladi i skuplja za samo 10.000 godina sve dok ne postane otprilike 2% njezina prijašnjeg radijusa i sjaja. Procjenjuje se da elektron-degenerirana jezgra helija teži oko 40% mase zvijezde i da se 6% jezgre pretvara u ugljik.

## Crveni divovi
Tijekom faze crvenog diva u zvjezdanoj evoluciji u zvijezdama s manje od 2,0 M☉, nuklearna fuzija vodika prestaje u jezgri kad je iscrpljen sav vodik, ostavljajući jezgru bogatu helijem. Dok se fuzija vodika nastavlja u ljusci zvijezde uzrokujući nastavak nakupljanja helija u jezgri, čineći jezgru gušćom, temperatura još uvijek ne može doseći razinu potrebnu za fuziju helija, kao što se događa u masivnijim zvijezdama. Stoga toplinski tlak iz fuzije više nije dovoljan za suzbijanje gravitacijskog kolapsa i stvaranje hidrostatičke ravnoteže koja se nalazi u većini zvijezda. Zbog toga se zvijezda počinje skupljati i povećavati temperaturu sve dok na kraju ne postane dovoljno komprimirana da jezgra helija postane degenerirana tvar. Ovaj tlak degeneracije konačno je dovoljan da zaustavi daljnje urušavanje, a temperatura nastavlja rasti sve dok ne dosegne točku (≈1 × 10 8 K) pri kojoj se helij može započeti sagorijevati.
Nakon nekog vremena, helij se iscrpljuje i vodik počinje gorjeti u zvijezdi, povećavajući masu sloja helija. Kada dosegne određenu masu, prasak helija se ponavlja - može se dogoditi mnogo puta, sve dok se vodik potpuno ne iscrpi zbog termonuklearnih reakcija i jakog zvjezdanog vjetra. Nakon toga, zvijezda napušta asimptotičku granu divova, skuplja se i postaje planetarna maglica
Nakon što temperatura dosegne 100 do 200 milijuna kelvina i fuzija helija započne primjenom procesa trostruke reakcije helija, temperatura se brzo povećava, što dodatno povećava brzinu fuzije helija i, budući da je degenerirana tvar dobar vodič topline, proširuje područje reakcije.
Međutim, budući da tlak degeneracije (koji je isključivo funkcija gustoće) dominira toplinskim tlakom (proporcionalan umnošku gustoće i temperature), ukupni tlak samo slabo ovisi o temperaturi. Dakle, dramatičan porast temperature uzrokuje samo blagi porast tlaka, pa nema stabilizacijskog širenja hlađenja jezgre.
Ova reakcija brzo se penje do oko 100 milijardi puta normalne proizvodnje energije zvijezde (nekoliko sekundi) sve dok se temperatura ne poveća do te mjere da toplinski tlak ponovno postane dominantan, eliminirajući degeneraciju. Jezgra se tada može proširiti i ohladiti te će se nastaviti stabilno sagorijevanje helija.
Zvijezda mase veće od oko 2,25 M☉ počinje sagorijevati helij bez da joj jezgra postane degenerirana, pa stoga ne pokazuje ovu vrstu bljeska helija. Kod zvijezda vrlo male mase (manje od 0,5 M☉) jezgra nikada nije dovoljno vruća da se sagori helij. Degenerirana jezgra helija nastavit će se skupljati i konačno će postati helijev bijeli patuljak.
Bljesak helija nije izravno uočljiv na površini elektromagnetskim zračenjem. Bljesak se događa u jezgri duboko u zvijezdi, a neto učinak će biti da svu oslobođenu energiju apsorbira cijela jezgra, uzrokujući da degenerirano stanje postane nedegenerirano. Raniji proračuni pokazali su da bi u nekim slučajevima bio moguć neometan gubitak mase, ali kasnije modeliranje zvijezda uzimajući u obzir gubitak energije neutrina ne ukazuje na takav gubitak mase.

## Dvostruki bijeli patuljci
Kad se vodikov plin sa zvijezde pratilje nakupi na bijelom patuljku, vodik može sagorijevati i formirati helij za uski raspon stope akrecije, ali većina sustava razvija sloj vodika preko degenerirane unutrašnjosti bijelog patuljka. Taj se vodik može nakupiti i formirati ljusku blizu površine zvijezde. Na primjer, ako helijev bijeli patuljak s masom većom od 0,6 M☉, tada se u njemu razvija helijev bljesak pri čemu se oslobađa energija od oko ·1044  J. Kad masa vodika postane dovoljno velika, odbjegla fuzija uzrokuje novu. U nekoliko binarnih sustava gdje vodik sagorijeva na površini, masa nakupljenog helija može izgorjeti u nestabilnom helijevom bljesku. U nekim binarnim sustavima zvijezda pratilja je možda izgubila većinu vodika i donirala kompaktnoj zvijezdi materijal bogat helijem. Imajte na umu da se slični bljeskovi javljaju na neutronskim zvijezdama. Ako dođe do nakupljanja helija na neutronsku zvijezdu, tada se u njenom omotaču mogu pojaviti i periodični helijevi bljesci.